# كأس العالم لكرة القدم 2002 (لعبة فيديو)
كأس العالم لكرة القدم 2002 (بالإنجليزية: 2002 FIFA World Cup)‏ ، هي لعبة الفيديو الرسمية لبطولة كأس العالم لكرة القدم 2002، طورت من قبل شركة إي آيه كندا، ونشرت عبر شركة إلكترونيك آرتس، وتعد الخامسة من حيث الترتيب في سلسلة الألعاب الخاصة ببطولة كأس العالم لكرة القدم بوجه عام، والثانية في الترتيب في السلسلة المقدمة من شركة إلكترونيك آرتس لألعاب كأس العالم بشكل خاص.

## وصلات خارجية
- 2002 FIFA World Cup على موبي غيمز